# Segon de Samuel
El Segon llibre de Samuel és la segona part de Llibres de Samuel, un dels llibres de l'Antic Testament que, per raons pràctiques, fou dividit en dos rotlles o volums més manejables. Es considera que fou escrit principalment pel profeta Samuel, el darrer dels jutges, tot i que fou acabat pels profetes Gad i Natan.
El primer i el segon llibre de Samuel, que reuneixen una sèrie de tradicions heterogènies (no totes contemporànies al moment de l'escriptura), s'apleguen dins dels llibres històrics de la Bíblia, atès que es refereixen als fets que van des del naixement del profeta Samuel (1070 aC, aproximadament) fins a la successió del rei David (970 aC). El Segon de Samuel està dedicat enterament a la figura del rei David: des de la seva consagració com a rei i la seva conquesta de Jerusalem, els seus aspectes com a guerrer, com a adúlter, la violació de la seva filla Tamar per part del seu germanastre -també fill de David- Amnon, la venjança del seu tercer fill, Absalom, contra el seu germà per a restaurar l'honor de la seva germana, la posterior rebel·lió d'Absalom contra el seu pare i la consecució del tron de Jerusalem. Els darrers cinc capítols estan dedicats a altres successos durant el regne del rei David.

## Divisió del llibre en diverses parts
Hom creu que aquest llibre formava originàriament una sola obra amb Primer de Samuel i Primer i Segon dels Reis. Com que el rotlle era d'una mida considerable, es proposà dividir-lo en quatre parts, amb mides més manejables. Tant la Septuaginta com la Vulgata llatina anomenaven Primer i Segon de Samuel Primer i Segon dels Reis, respectivament, i a Primer i Segon dels Reis els anomenaven Tercer i Quart dels Reis, reconeixent des de l'origen l'artificialitat de la divisió actual.
Alguns autors argumenten, altrament, que en dividir els dos llibres de Samuel se'ls ajuntà amb els dos llibres dels Reis unificant-los i suavitzant-ne les diferències.

## Argument
Segon de Samuel narra la història d'Israel a partir de la mort de Saül (II Sam. 1-20) i el subsegüent regnat de David, amb un suplement al final (II. Sam. 21-24).
En d'altres paraules, abasta, amb el seu llibre germà, el període que va des de l'establiment d'una monarquia formal fins al final del govern de David. Inclou un període de guerra civil, el trasllat de l'Arca de l'Aliança a Jerusalem, la narració del pecat de David, un càntic d'acció de gràcies i un oracle sobre la descendència del rei. En aquests llibres es veu com la promesa de Déu envers Abraham s'està realitzant a través del regnat de David: l'aliança iniciada amb Abraham arriba a la seva plenitud amb el rei.

## Aspectes religiosos
Com passa amb altres llibres històrics de la Bíblia, mitjançant la lectura queda evident que Segon de Samuel no fou escrit per a l'historiador, sinó per al poble amb l'interès en l'aspecte religiós dels fets narrats. Els temes que en sobresurten són l'acompliment de la promesa divina, l'esperança messiànica provinent de la casa de David amb la promesa d'un regnat estable.
L'objectiu d'aconseguir la unitat per a glòria de Déu ha fracassat sota Saül, però té èxit amb David, monarca ideal des del punt de vista del cronista bíblic. Salomó farà trontollar aquesta bastida i els reis posteriors mereixeran la reprovació dels autors de Cròniques i Reis.
Al contrari que les altres nacions, Israel ha volgut tenir un rei, però Déu els ha imposat com a condició que no serà profà, sinó també el líder religiós del poble. El rei serà l'executor de la voluntat de Déu enmig del seu poble, i se li exigeix per a això que sigui fidel i pietós. Perque`no oblidi els seus deures, el profeta del Senyor estarà sempre al costat seu per guiar-lo i reconvenir-lo.
Després de la reprovació de Saül, arribarà la fidelitat de David, l'home escollit segons el model de lideratge que la divinitat pretén. No es conformarà amb res inferior a ell. Com a recompensa a la lleialtat del rei, a II Sam. 7, Déu parla a Natan i li mostra una profecia sobre els descendents de David. Del seu sement naixerà el Messies, i aquest primer despertar de l'esperança messiànica s'estendrà per tots els temps fins a consolidar-se amb el cristianisme.